# Оленівський комбінат хлібопродуктів

Оленівський комбінат хлібопродуктів — дочірнє підприємство ДАК «Хліб України».

## Історія
Історія становлення Оленівського комбінату хлібопродуктів розпочалася 1908 року, коли в селищі Оленівка (тепер Донецька область), в обійсті селянина Якубенка з'явився одноповерховий млин незначної потужності з двома коморами (згорів 1913 року).
1938 — маючи за основу виробничу структурну одиницю — млин, в Оленівці створили заготівельний пункт з приймання до державних ресурсів збіжжя, зернобобових та олійних культур від сільськогосподарських товаровиробників.
Із засіків зернові культури використовувалися для перероблювання на Оленівському млині. А частина — відвантажувалася для перероблювання на інших підприємствах галузі в Донецькому регіоні.
Значне зростання в області обсягів споживання виробів із борошна в умовах недостатньої потужності його виробництва, зокрема, вищих сортів, обумовило будівництво та введення в дію у 1988 році сучасного за своїм технічним оснащенням переробного комплексу, до складу якого ввійшли:
- борошномельний завод, потужністю 500 тонн на добу;
- елеватор місткістю 54 000 тонн;
- склад готової продукції місткістю 3 200 тонн борошна.

## Сучасність
Комбінат виробляє борошно пшеничне хлібопекарське на двохсортовому 75% помелі пшениці за базисними нормами виходу борошна вищого сорту — 50%, першого — 25%.
З року у рік управлінцями комбінату запроваджуються все нові заходи щодо ефективного використання виробничих потужностей, приміром, введено в дію додаткову лінію розфасовки борошна в поліпропіленові мішки місткістю 5, 10, 25 кг.
Підприємство — авторитетний постачальник якісного борошна багатьом хлібопекарським, кондитерським, макаронним та іншим підприємствам області та за її межами.
Виробничо-технологічна акредитована лабораторія оснащена необхідним обладнанням для проведення найточніших аналізів. Контролюється процес приймання, зберігання сировини, виготовлення та випуску високоякісного борошна відповідно основним показникам якості, згідно з державними стандартами.
За найвищу якість виготовленої продукції підприємство неодноразово нагороджувалося почесними грамотами та дипломами.
Окрім промислової діяльності комбінат здійснює заготівлю і зберігання зерна, його технологічне перероблення та реалізацію, надає фізичним та юридичним особам промислові та складські послуги.
Підприємство стабільно співпрацює з Грузією.